# Юния Секунда
Юния Секунда (лат. Junia Secunda) — супруга Марка Эмилия Лепида, члена второго триумвирата и великого понтифика, вторая дочь Сервилии, любовницы Юлия Цезаря и сестры Катона Младшего. Была единоутробной сестрой Марка Юния Брута, наиболее известного убийцы Цезаря.
В 50 году до н. э. Цицерон обвинил Юнию в неверности Лепиду, поскольку её портрет был найден в вещах развратника Ведия, и выразил своё удивление перед её братом и мужем, не обращая внимания на её поведение. Но некоторые утверждали, что это Юния Прима имела отношения с Ведием, а не Юния Секунда. Юния была участницей заговора против Октавиана, который организовал её сын Лепид Младший. Но после сражения при Акциуме заговор был раскрыт, сын казнён, а Юнию спасло заступничество мужа.